# ENIS
L'Enis (acronimo di European Network of Innovative Schools) è una rete di scuole italiane ed europee impegnata nell'applicazione delle nuove tecnologie per l'innovazione scolastica. Il coordinamento nazionale fa capo al Ministero della Pubblica Istruzione ("MPI").

ENIS fa parte di European Schoolnet (EUN), la rete dei ministeri dell'educazione dei governi degli Stati membri dell'Unione europea, ed in Italia è operativa dal 2000. Presso ogni Ministero dell'Istruzione è istituito il coordinamento nazionale ENIS, con compiti di raccordo interistituzionale a livello di rete nazionale e transnazionale. Queste scuole offrono esempi pratici di come le TIC (Tecnologie dell'Informazione e della Comunicazione) possono essere usate per migliorare l'insegnamento e l'apprendimento e per promuovere l'innovazione e il cambiamento.
La rete ENIS ha quattro obiettivi specifici:
- disseminazione delle buone pratiche che si riflettono nell'operato e nelle attività delle scuole ENIS
- progetti collaborativi che coinvolgono scuole avanzate ed esperte
- validazione e verifica di progetti con ministeri, università, industria e altri partner in progetti di ricerca e sviluppo
- innovazione e cambiamento, fondati sull'esperienza delle scuole ENIS e sulla loro propensione a continuare ad evolversi

Dal 1999 c'è stato un notevole sviluppo nell'evoluzione delle tecnologie e nel loro impatto sull'istruzione. Le reti ENIS nazionali hanno aumentato il loro potenziale poiché la disponibilità di tecnologie si abbina a nuovi modelli didattici e le scuole stanno scoprendo nuove soluzioni didattiche flessibili per il futuro.